# Melitaea diluta
Melitaea diluta är en fjärilsart som beskrevs av Bramson 1910. Melitaea diluta ingår i släktet Melitaea och familjen praktfjärilar. Inga underarter finns listade i Catalogue of Life.